# Venus Bay (ort)
Venus Bay är en ort i Australien. Den ligger i kommunen Elliston och delstaten South Australia, omkring 410 kilometer nordväst om delstatshuvudstaden Adelaide. Antalet invånare är 137.
Trakten runt Venus Bay är nära nog obefolkad, med mindre än två invånare per kvadratkilometer.. Det finns inga andra samhällen i närheten. 
Omgivningarna runt Venus Bay är i huvudsak ett öppet busklandskap. Genomsnittlig årsnederbörd är 431 millimeter. Den regnigaste månaden är juni, med i genomsnitt 90 mm nederbörd, och den torraste är oktober, med 10 mm nederbörd.